# 存在のない子供たち
『存在のない子供たち』（そんざいのないこどもたち、アラビア語: کفرناحوم）は、2018年のレバノンのドラマ映画。監督はナディーン・ラバキー、脚本はラバキー、ジハード・ホジェイリ、ミシェル・ケサルワニ、ジョルジュ・カッバス、ハーレド・ムザンナル。実際にシリア難民であった子役のゼイン・アル・ラフィーアがベイルートのスラム街に住む主人公の12歳の少年ゼインを演じており、エチオピア移民の若い女性ラヒルとその幼い息子ヨナスとの出会いを含むゼインの人生に焦点を当てた回想形式で語られ、子供達が直面する様々な問題が描かれる。
2018年5月17日に第71回カンヌ国際映画祭のコンペティション部門でプレミア上映された後に15分のスタンディング・オベーションを受け、審査員賞を獲得した。北米及び中南米での配給権のラバキーの前作『私たちはどこに行くの?』と同じくソニー・ピクチャーズ クラシックス、国際配給権はワイルド・バンチが獲得した。
この映画のラバキーの演出、アル・ラフィーアの演技、「ドキュメンタリーのようなリアリズム」は批評家に絶賛され、『ニューヨーク・タイムズ』とマノーラ・ダルジスとA・O・スコットは2018年の最高の映画の1つとして挙げた。また第91回アカデミー賞外国語映画賞にノミネートされた。スティーヴン・ジェイ・シュナイダーの『死ぬまでに観たい映画1001本』にも掲載された。
『存在のない子供たち』はアラブ映画及び中東映画としては史上最高額を売り上げており、製作費400万ドルに対して全世界の興業収入は6500万ドル以上に達した。最も売れた市場は中国であり、5400万ドル以上に達した。
アラビア語原題の کفرناحوم および英題の Capernaum は「カペナウム」のことである。

## ストーリー
レバノンの首都ベイルートのスラム街で暮らす12歳の少年ゼインは、故郷シリアの内戦を逃れて来た難民の両親を持ち、貧しい子沢山家庭のために学校には行けず、路上で物を売ったり、アパートの家主であるアサードの店を手伝ったりしている。特に1歳下の妹のサハルを可愛がり彼女を心の拠り所にしているが、アサードが狙っているので警戒している。
ゼインがサハルを連れて家出しようとした矢先、両親はサハルをアサードと結婚させることを決め、引き渡してしまう。絶望したゼインは一人バスに乗り家出した。
ゼインが行く当てもなく仕事を求めてさまよううち、エチオピア難民の黒人女性ラヒルに声をかけられ、幼い男児ヨナスの世話を条件に家に置いてもらうことになる。しかしラヒルが不法就労の疑いで警察に拘束されて家に戻れなくなって、ヨナスを抱えたゼインはあれこれ手を尽くして必死に生きる。ところが、ラヒルのアパートの大家から閉め出され、いよいよ行き詰ったゼインは、養子に出せば無事に育つという言葉を信じて、あっせん業者にヨナスを預ける。
今度こそ外国に渡ると決意したゼインが身分証を求めて実家に帰ると、サハルが妊娠したあげくに、無理な出産がたたって亡くなったと聞かされる。激高したゼインは怒りに任せてアサードを包丁で刺して、少年刑務所に収監されてしまう。
法廷で証言台に立ったラヒルはゼインを許すと述べ、その言葉がゼインの救いとなる。また、社会問題化した人身売買の実態にメスが入り、無事保護されたヨナスはラヒルと再会することができた。
法廷で原告席に座る少年ゼインは両親を訴える理由について「僕を生んだ罪で」と答え、「大人は世話ができないなら生むな」と訴える。
今、新たな身分証作成でカメラの前に立つゼインの表情には、わずかな希望の光が差している。

## キャスト

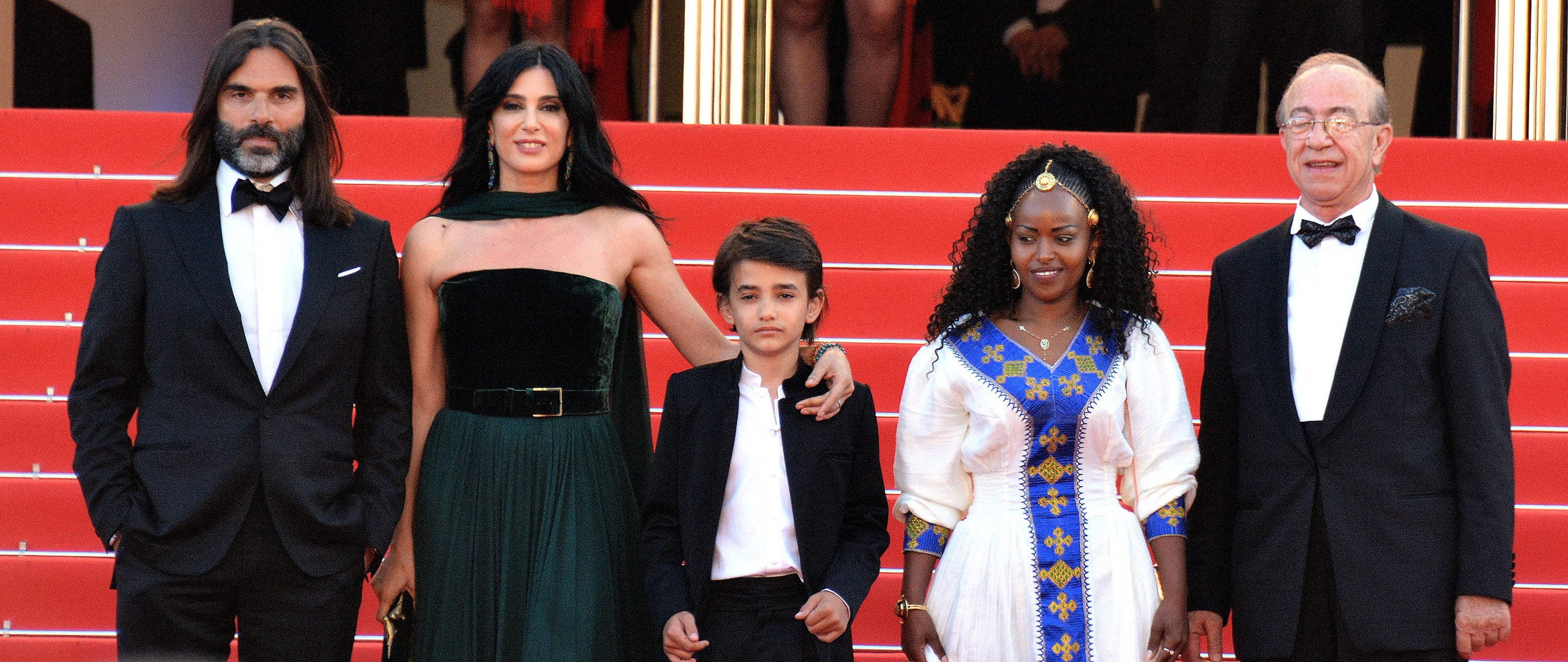
第71回カンヌ国際映画祭のキャストと監督

- ゼイン・アル・ハッジ: ゼイン・アル・ラフィーア（英語版） - 貧民街で暮らす12歳の少年。
- ラヒル・シファラ（ティゲスト・アイロ）: ヨルダノス・シフェラウ - エチオピア移民の女性。遊園地の掃除婦。
- ヨナス: ボルワティフ・トレジャー・バンコレ - ラヒルの息子。
- スアド・アル・ハッジ: カウサル・アル・ハッダード - ゼインの母。
- セリム・アル・ハッジ: ファーディー・カーメル・ユーセフ - ゼインの父。
- サハル・アル・ハッジ: シドラ・イザーム - ゼインの妹。11歳で結婚させられる。
- アサード: ヌール・アル・フセイニ - 食料品店の店主。サハルを娶る。
- アスプロ: アラーア・シュシュニーヤ - 身分証の偽造屋。左目が碧眼。
- ナディーヌ・アル・アラム: ナディーン・ラバキー - ゼインの弁護士。

## 製作
脚本・監督のナディーン・ラバキーは映画の構想について次のように述べている:
結局のところ、...子供たちは私たちによる紛争、戦争、システム、愚かな決断、そして政府に本当に高い代償を払っている。私は問題について語る必要性を感じ、そしてこの子供たちが話すことができれば、表現することができれば、彼らは何を言うだろうかと考えた。彼らは自分たちを無視する社会について、私たちになにを言うだろうか?
映画の製作費は400万ドルである。プロデューサーのハーレド・ムザンナルは予算を増やすために自宅の住宅ローンを借りた。
ベイルートのスラム街に8年住むシリア難民のゼイン・アル・ラフィーアは撮影中は12歳であった。アル・ラフィーアが演じるゼインは彼にちなんで名付けられた。出演者の多くは新人であり、ラバキーは「大画面でのリアルな闘争のために必要だった」と説明した。アル・ラフィーアはスラム住みの難民としての自身の経験を映画の台詞作りに反映した。
女優でもあるラバキー自身も出演しているが小さな役割（主人公の弁護士役）に留まり、新人俳優たちを中心とすることを望んだ。撮影は6ヶ月に及んで12時間のカットとなり、そこから2年以上にわたって編集作業が行われた。

## 評価

### 批評家の反応
Rotten Tomatoesでは174件の批評家レビューで支持率は90%、平均点は10点満点で7.9点であり、批評家の一致した見解は「『存在のない子供たち』は激しい衝撃を与えるが、観る者にとっては賢く、思いやりがあり、そして最終的にはバランスの取れた人生を描いた感動的な映画である。」となった。またMetacriticでは33件の批評家レビューのうち、高評価は27件、賛否混在は5件、低評価は1件で、加重平均値は75/100となった。
『ニューヨーク・タイムズ』のA・O・スコットは2018年最高の映画で9位に選び、「ベイルートのスラム街や貧民街での迷子の冒険を描いたこの悲惨で多忙な物語でナチュラリズムとメロドラマが出会う。（中略）ラバキーは最大の絶望の瞬間でさえ人々が持つ活気、闘志、ユーモアが失われないことを示している」と評した。『バラエティ』のジェイ・ワイスバーグは『存在のない子供たち』が、「知性と心」をその争点にもたらすラバキーの演出を大幅に改善したと評した。『ハリウッド・リポーター』のレスリー・フェルペリンは映画を効果的なメロドラマであると評した。Vulture.comのエミリー・ヨシダはアル・ラフィーアを「驚くべき、忘れられない存在」と評し、また中絶について言及されていないが「私が今まで見た中で最も強力なプロチョイス映画の1つ」と解釈した。
一方で否定的な反応も一部にあり、『The A.V. Club』のA・A・ダウドは「ドラマのためにノンストップで苦難が押し寄せ、あらゆる瞬間で涙を乞われる悲劇の山盛り」と評した。『IndieWire』のデヴィッド・エールリヒは「深刻な誤算の羅列によって希薄化（そして最終的に失敗）したソーシャル・リアリズムの驚くべき作品」と評した。

### 興行収入
2021年1月24日時点で製作費400万ドルに対し全世界で6523万3793ドルを売り上げた。これはアラブ映画及び中東映画としては歴代最高の成績であり、またラバキーの前作『私たちはどこに行くの?』（2011年）の2100万ドルを大きく上回るものであった。
アメリカ合衆国及びカナダでは2018年12月14日に限定公開された。アメリカ合衆国及びカナダでは166万1096ドル、それ以外の国々で約6692万5000ドルを売り上げた。
中国では2019年4月29日に公開され、『アベンジャーズ/エンドゲーム』に次いで初登場2位となった。『存在のない子供たち』は中国のソーシャルメディア（DoubanやTikTokなどのプラットフォームを含む）での口コミもあってスリーパーヒットとなった。2019年5月5日までに中国では2522万ドルを売り上げ、海外作品としては『アベンジャーズ/エンドゲーム』に次いで2位の週末興行収入を記録した。2019年5月16日までに中国では3億元（4400万ドル）を売り上げ、中国興業でのサプライズヒットに発展した。2019年6月29日までの中国での興行収入は5431万5148ドルに達している。

### 受賞とノミネート
第91回アカデミー賞外国語映画賞にはレバノン代表作として出品された。2018年12月に最終選考9作品に残ったことが発表され、さらに2019年1月に本戦ノミネートが確定した。
| 賞                               | 式典                  | 部門                                                         | 候補 | 結果       | 参照          |
| -------------------------------- | --------------------- | ------------------------------------------------------------ | --- | ---------- | ------------- |
| アカデミー賞                     | 2019年2月24日         | 外国語映画賞                                                 | 『存在のない子供たち』                                                                                       | ノミネート | [ 42 ]        |
| EDA賞                            | 2019年1月10日         | 非英語作品賞                                                 | ナディーン・ラバキー                                                                                         | ノミネート | [ 43 ]        |
| EDA賞                            | 2019年1月10日         | 女性監督賞                                                   | ナディーン・ラバキー                                                                                         | ノミネート | [ 43 ]        |
| アジア太平洋映画賞               | 2018年11月29日        | 監督賞                                                       | ナディーン・ラバキー                                                                                         | 受賞       | [ 44 ] [ 45 ] |
| アジア太平洋映画賞               | 2018年11月29日        | 主演男優賞                                                   | ゼイン・アル・ラフィーア                                                                                     | ノミネート | [ 44 ] [ 45 ] |
| 英国アカデミー賞                 | 2019年2月19日         | 非英語作品賞                                                 | ナディーン・ラバキー、ハーレド・ムザンナル                                                                   | ノミネート | [ 46 ]        |
| 英国インディペンデント映画賞     | 2018年12月2日         | 国際インディペンデント映画賞                                 | ナディーン・ラバキー、ジハード・ホジェイリ、ミシェル・ケサルワニ、ハーレド・ムザンナル、ミヒェル・メルクト   | ノミネート | [ 47 ]        |
| カルガリー国際映画祭             | 2018年9月19日-30日    | オーディエンス・フェイバリット賞 (米国/国際ナレーティブ作品) | ナディーン・ラバキー                                                                                         | 受賞       | [ 48 ]        |
| カルガリー国際映画祭             | 2018年9月19日-30日    | ファン・フェイバリット賞                                     | ナディーン・ラバキー                                                                                         | 受賞       | [ 48 ]        |
| カンヌ国際映画祭                 | 2018年5月8日-19日     | パルム・ドール                                               | ナディーン・ラバキー                                                                                         | ノミネート | [ 6 ]         |
| カンヌ国際映画祭                 | 2018年5月8日-19日     | 審査員賞                                                     | ナディーン・ラバキー                                                                                         | 受賞       | [ 8 ]         |
| カンヌ国際映画祭                 | 2018年5月8日-19日     | エキュメニカル審査員賞                                       | ナディーン・ラバキー                                                                                         | 受賞       |               |
| セザール賞                       | 2019年2月22日         | 外国映画賞                                                   | 『存在のない子供たち』                                                                                       | ノミネート | [ 49 ]        |
| シカゴ映画批評家協会             | 2018年12月8日         | 外国語映画賞                                                 | 『存在のない子供たち』                                                                                       | ノミネート | [ 50 ]        |
| 平和のための映画財団             | 2019年2月11日         | 作品賞                                                       | ナディーン・ラバキー、ハーレド・ムザンナル、ミヒェル・メルクト                                               | 受賞       | [ 51 ]        |
| クリティクス・チョイス・アワード | 2019年1月13日         | 外国語映画賞                                                 | 『存在のない子供たち』                                                                                       | ノミネート | [ 52 ]        |
| FICFA                            | 2018年11月15日-23日   | 外国映画賞                                                   | ナディーン・ラバキー                                                                                         | 受賞       | [ 53 ]        |
| FICFA                            | 2018年11月15日-23日   | 観客賞                                                       | ナディーン・ラバキー                                                                                         | 受賞       | [ 53 ]        |
| ゲント映画祭                     | 2018年10月8日-18日    | 北海観客賞                                                   | ナディーン・ラバキー                                                                                         | 受賞       | [ 54 ]        |
| グローブ・ドゥ・クリスタル賞     | 2019年2月4日          | 外国映画賞                                                   | ナディーン・ラバキー                                                                                         | ノミネート | [ 55 ]        |
| ゴールデングローブ賞             | 2019年1月6日          | 外国語映画賞                                                 | 『存在のない子供たち』                                                                                       | ノミネート | [ 56 ]        |
| 国際アンタルヤ映画祭             | 2018年9月29日-10月5日 | 男優賞                                                       | ゼイン・アル・ラフィーア                                                                                     | 受賞       | [ 57 ] [ 58 ] |
| 国際アンタルヤ映画祭             | 2018年9月29日-10月5日 | 若手審査員賞                                                 | ナディーン・ラバキー                                                                                         | 受賞       | [ 57 ] [ 58 ] |
| ロッテルダム国際映画祭           | 2019年1月23日-2月3日  | IFFR観客賞                                                   | ナディーン・ラバキー                                                                                         | 受賞       | [ 59 ]        |
| リーズ国際映画祭                 | 2018年11月1日-15日    | 観客賞 (フィクション作品)                                    | ナディーン・ラバキー                                                                                         | 受賞       | [ 60 ]        |
| メルボルン国際映画祭             | 2018年8月2日-19日     | 観客賞                                                       | ナディーン・ラバキー                                                                                         | 受賞       | [ 61 ]        |
| マイアミ国際映画祭               | 2018年10月14日-18日   | ジジ・ゲルモント観客賞                                       | ナディーン・ラバキー                                                                                         | 受賞       | [ 62 ]        |
| ミルバレー映画祭                 | 2018年10月3日-13日    | 観客賞 (世界映画) - 金賞                                     | ナディーン・ラバキー                                                                                         | 受賞       | [ 63 ]        |
| ノルウェー国際映画祭             | 2018年8月             | 観客賞                                                       | ナディーン・ラバキー                                                                                         | 受賞       | [ 64 ]        |
| サンディエゴ映画批評家協会       | 2018年12月10日        | 外国語映画賞                                                 | 『存在のない子供たち』                                                                                       | 次点       | [ 65 ]        |
| サン・セバスティアン国際映画祭   | 2018年9月21日-29日    | 観客賞                                                       | ナディーン・ラバキー                                                                                         | 2位        | [ 66 ]        |
| サンパウロ国際映画祭             | 2018年10月18日-31日   | 観客賞                                                       | ナディーン・ラバキー                                                                                         | 受賞       | [ 67 ]        |
| サラエヴォ映画祭                 | 2018年8月10日-17日    | 観客賞                                                       | ナディーン・ラバキー                                                                                         | 受賞       | [ 68 ]        |
| セントルイス映画批評家協会       | 2018年12月16日        | 外国語映画賞                                                 | 『存在のない子供たち』                                                                                       | ノミネート | [ 69 ]        |
| セントルイス国際映画祭           | 2018年11月1日-11日    | 国際映画賞                                                   | ナディーン・ラバキー                                                                                         | 受賞       | [ 70 ]        |
| ストックホルム国際映画祭         | 2018年11月7日-18日    | 脚本賞                                                       | ナディーン・ラバキー、ジハード・ホジェイリ、ミシェル・ケサルワニ、ジョルジュ・カッバス、ハーレド・ムザンナル | 受賞       | [ 71 ]        |
| ストックホルム国際映画祭         | 2018年11月7日-18日    | 観客賞                                                       | ナディーン・ラバキー                                                                                         | 受賞       | [ 72 ]        |
| ヴィリニュス国際映画祭           | 2019年4月6日          | 観客賞                                                       | 『存在のない子供たち』                                                                                       | 受賞       | [ 73 ]        |
| ワシントンD.C.映画批評家協会     | 2018年12月3日         | 外国語映画賞                                                 | 『存在のない子供たち』                                                                                       | ノミネート | [ 74 ]        |